# Dhu al-hijja
dhu al-hijja er den 12. måned muslimernes måneår. Det er måneden, hvor man gennemfører pilgrimsfærden til Mekka. Det er også den måned, hvor man afholder offerfesten, én af det islamiske års vigtigste højtider. Festen fejres den 10. dhu al-hijja til minde om Abrahams vilje til at tjene Gud ved at ofre sin søn.
| Islam | Spire Denne islamartikel er en spire som bør udbygges. Du er velkommen til at hjælpe Wikipedia ved at udvide den. |